# Barranc de la Colomera
El Barranc de la Colomera és un barranc del terme municipal d'Isona i Conca Dellà, pertanyent íntegrament a l'antic terme d'Isona.
Es forma just al nord del Turó de la Colomera, per la junció de diversos corrents d'aigua: el riu del Llinar, que baixa de la zona del Mullol i recull tot de barrancs i llaus de la seva zona, i el barranc de l'Obaga de la Colomera, que davalla del mateix Turó de la Colomera, al sud.
Fa el tomb pel nord al Turó de la Colomera, i davalla cap al sud-oest de forma paral·lela a la carretera L-511, sempre cap al sud-oest. Passa pel sud-est de la vila d'Isona, i just a llevant seu travessa la carretera C-1412, i durant un bon tros segueix paral·lel a aquesta carretera, deixant al sud el Pui de Juli. Des d'allí, altre cop cap al sud-oest, s'adreça al riu de Conques.
En el tram final s'anomena també barranc del Pont del Molí, atès que discorre per sota del pont del Molí del Piteu.